# Al-Vakra
Al-Vakra (arabul: الوكرة) a központi székhelye az al-Vakra közösségnek Katarban. A városban található el-Dzsanúb Stadion a 2022-es labdarúgó-világbajnokság egyik helyszíne.
A 21. században jelentős fejlődésen és növekedésen ment keresztül, miközben Doha északi irányból történő gyors terjeszkedése is folyamatosan segítette. A város modern történelmének figyelemre méltó mérföldkövei közé tartozik az el-Dzsanúb Stadion 2019. májusi felavatása.
Az Abdulrahman bin Jassim Al Thani sejk irányította község eredetileg egy kis halász- és gyöngyházas falu volt. Az évek során kisvárossá fejlődött, elérve a több mint 80.000-es népességet, és jelenleg Katar második legnagyobb városának tekintik.